# جبريل دياوارا
جبريل دياوارا (بالفرنسية: Djibril Diawara)‏ هو لاعب كرة قدم فرنسي وسنغالي في مركز الدفاع، ولد في 3 يناير 1975 في داكار في السنغال. لعب مع بولتون واندررز وراسينغ كولومب وكوسينزا كالشيو ونادي تورينو ونادي لوهافر ونادي موناكو.

## وصلات خارجية
- جبريل دياوارا على موقع قاعدة بيانات كرة القدم.إي يو (الإنجليزية)
- جبريل دياوارا على موقع Soccerbase.com (لاعب) (الإنجليزية)
- جبريل دياوارا على موقع عالم كرة القدم.نت (الإنجليزية)